# رابرت اچ مارییت
رابرت هنری مارییت (۱۹۵۱–۱۸۷۹) مهندس برق آمریکایی و اولین کسی بود که در زمینه ارتباطات رادیویی فعالیت کرد. وی در سال ۱۹۰۲ نخستین ارتباط رادیوتلگراف تجاری که توسط یک شرکت آمریکایی در ایالات متحده تأسیس شد، مهندسی کرد و جزیره سانتا کاتالینا را با سرزمین اصلی کالیفرنیا متصل کرد. وی انجمن حرفه‌ای مؤسسه بی‌سیم را در سال ۱۹۰۹ تأسیس کرد، که در سال ۱۹۱۲ با انجمن مهندسان تلگراف بی‌سیم برای تشکیل مؤسسه مهندسان رادیو (IRE) ادغام شد و به عنوان اولین رئیس IRE فعالیت کرد.

## اوایل زندگی
مارییت در ۱۸ فوریه ۱۸۷۹ در ریچوود، اوهایو نزد فرانکلین واترز و مینروا آن (وودروف) مارییت به دنیا آمد. او در دانشگاه ایالتی اوهایو شرکت کرد، جایی در دوره علوم عمومی دانشکده ثبت نام کرد، و تخصص فیزیک را گرفت. با الهام از گزارش‌ها دستاوردهای گولیلمو مارکونی در زمینه توسعه ارتباطات رادیویی (که پس از آن به عنوان «تلگراف بی‌سیم» شناخته می‌شد)، در بهار ۱۸۹۷ وی آزمایش‌ها خود را آغاز کرد. وی در فوریه سال ۱۹۰۱ کالج را ترک کرد تا به عنوان دستیار مهندس یک شرکت بی‌سیم تلفن و تلگراف آمریکایی شود. در اکتبر سال ۱۹۰۱، وی در ساخت آن شرکت از ایستگاه‌های رادیوتلگرافی موقتی که با موفقیت محدود استفاده می‌شد، برای گزارش نتایج مسابقه‌های بین‌المللی قایق بادبانی که در نیویورک برگزار شد، مشارکت کرد.

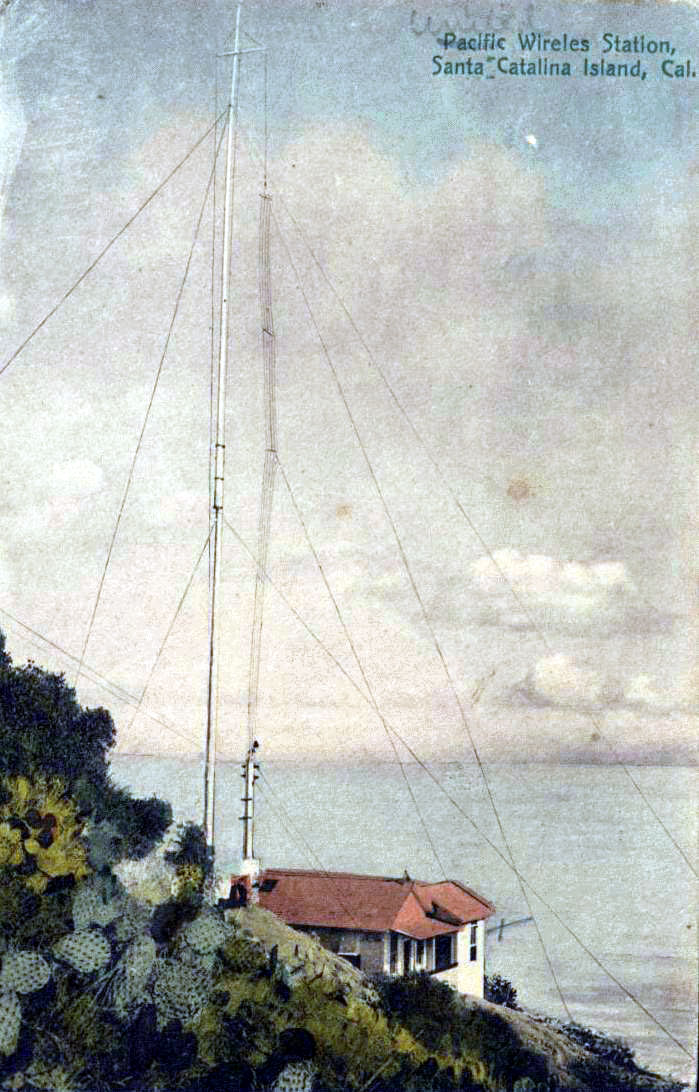
کارت پستال سال ۱۹۱۰ ایستگاه تلگراف بی‌سیم ایستگاه بی‌سیم واقع در آوالون، کالیفرنیا، در جزیره سانتا کاتالینا